# 龐公照
龐公照，字襄雲，浙江歸安（今屬湖州）南潯人。清朝政治人物，進士出身。

## 生平
龐公照為道光二十三年（1843年）癸卯科舉人，道光二十七年（1847年）考中丁未科進士。以知縣即用。咸豐元年（1851年）署湖南平江知縣至咸豐三年。曾捐資重修南潯文昌閣。太平天國戰亂結束後，還曾創制善舉公所。